# Істрате Мікеску
Істрате Мікеску (рум. Istrate Micescu; *22 травня 1881, Плоєшті, Румунське королівство — †22 травня 1951, Аюд) — румунський адвокат, професор права і політології в Університеті Бухареста, політик, міністр закордонних справ Румунії.

## Кар'єра
Мікеску народився 22 травня 1881 в сім'ї дворян в Плоєшті, син професора і ліберального політика Ніколае Мікеску і Марії Радулеску. Навчався в Сорбонні, де отримав ступінь доктора філософії з відзнакою. У 1918 вступив в Національно-ліберальну партію Румунії і був депутатом в парламенті Румунії в 1920, 1927 і 1931.
29 грудня 1937 був призначений міністром закордонних справ Румунії в уряді Ґоґи-Куза. Займав посаду міністра закордонних справ до лютого 1938.
Мікеску був автором Конституції Румунії (1938). Він був антисемітом і як глава Департаменту юстиції просував антисемітські закони.

## Тюремне ув'язнення і смерть
Був заарештований в 1948 і засуджений до 20 років примусових робіт у в'язниці Aiud за змову проти комуністичного режиму, де він помер через три роки.

## Сім'я
Був у шлюбі 3 рази, мав 3 дітей:
- Роджер Мікеску;
- Маріана Мікеску;
- Істрате Мікеску молодший.

Найвідоміша власність Мікеску — сімейний особняк Miceşti, побудований в 1928 в неорумунському стилі. Проєкт був розроблений архітектором Едмоном ван Занен Алгі та інженером Корані. Істрате Мікеску зібрав там цінну бібліотеку, але вона була розграбована після встановлення комуністичного режиму. Цей особняк використовувався подружжям Чаушеску як мисливський будиночок.